# Kummelnäs gård

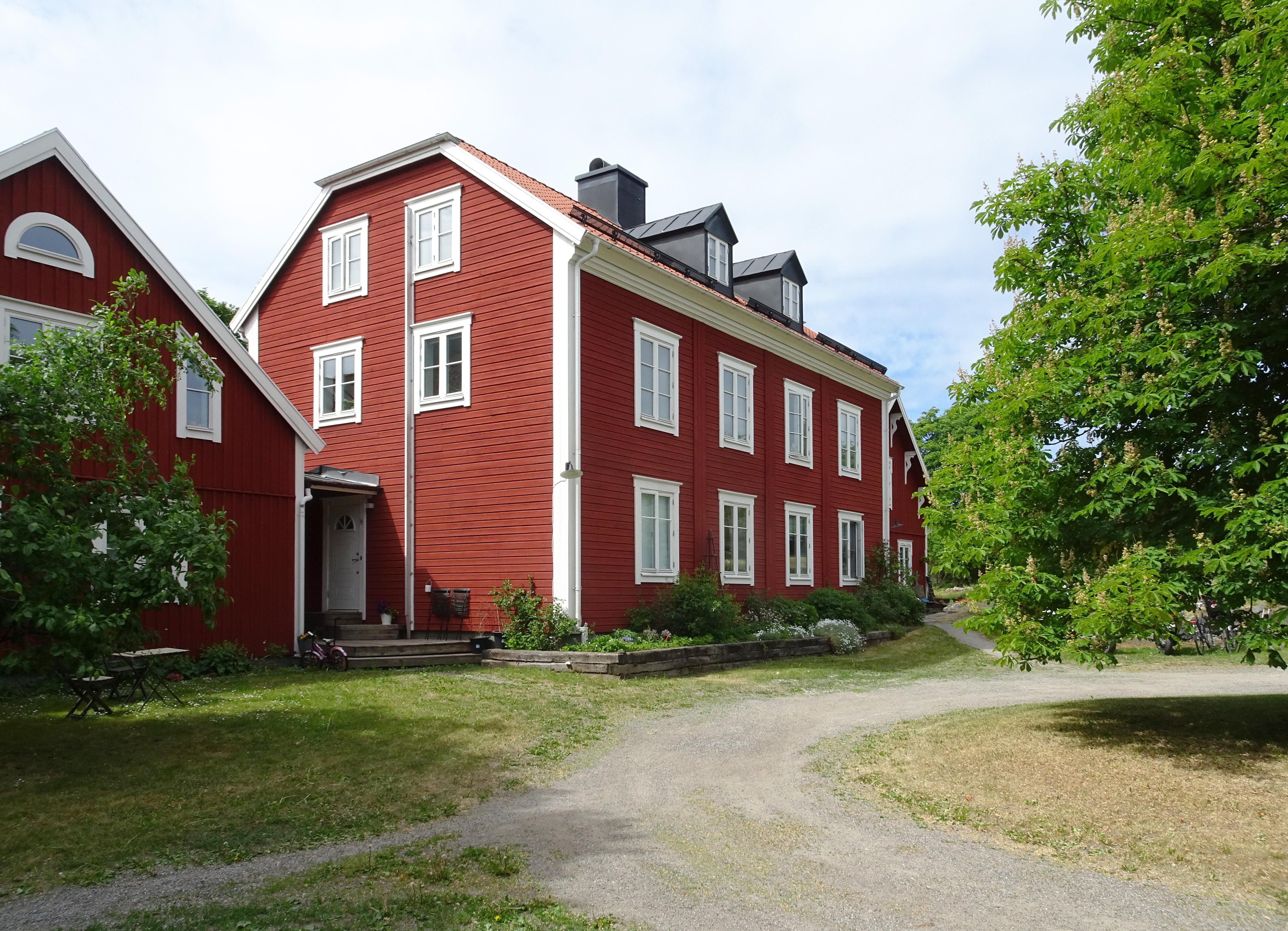
Kummelnäs nya huvudbyggnad, 2018.

Kummelnäs gård var ett säteri och en herrgård i Boo socken i nuvarande kommundelen Boo, Nacka kommun. Huvudbyggnaden från 1698 var den sista byggnad i Boo som stod kvar från tiden före rysshärjningarna 1719. Huset revs år 1993 och ersattes av en snarlik kopia. Idag ägs gårdens byggnader av en bostadsrättsförening. Orten Kummelnäs har sitt namn efter gården.

## Historik

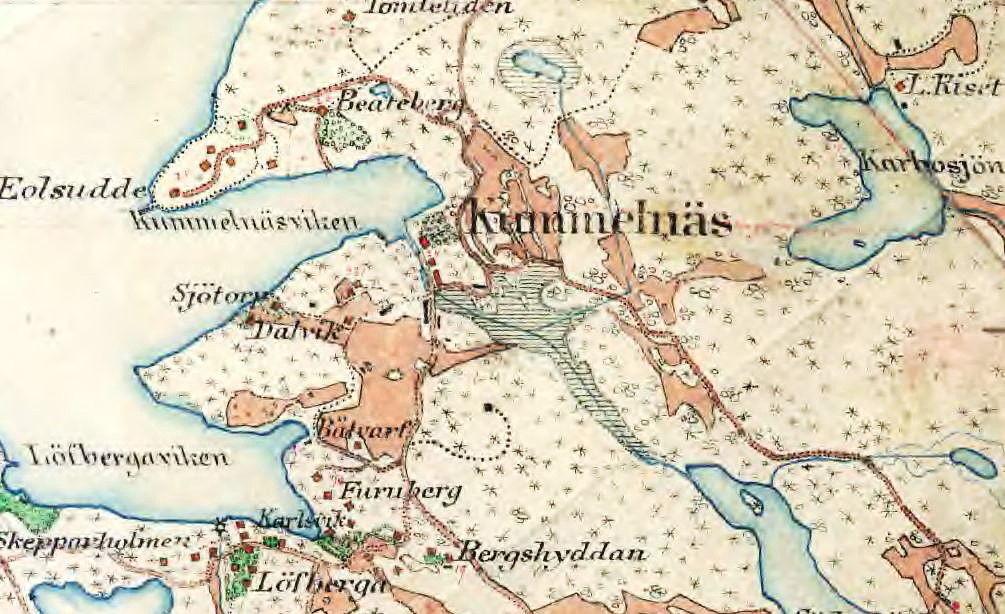
Kummelnäs, karta 1900.

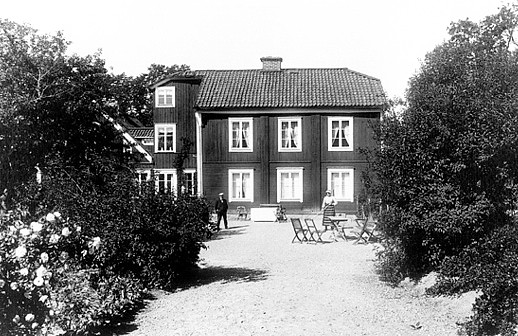
Kummelnäs huvudbyggnad 1889.

Namnet härrör från ett kummel som möjligen stod på Grävlingsberget. Gårdens historik före 1600-talet är relativt okänd. På Kumblenäset fanns ett torp där det bedrevs fiske och jordbruk. På 1640-talet bildades ett säteri som reducerades 1685 men utbyttes åter av fru A. Bure. Tio år senare övertog riksrådet Johan Paulinus Lillienstedt gården och lät 1698 uppföra en ny huvudbyggnad på en äldre grund och gjorde Kummelnäs till sin sätesgård. 
Kummelnäs gård blev därmed tillsammans med Boo gård och Velamsund en av tre gårdar i Boo socken som fick säterirättigheter. Lillienstedt utökade sitt markinnehavet och ägde så småningom nästan hela Ormingelandet. Egendomen klarade rysshärjningarna 1719. Lillienstedt avled år 1732, medan hans änka Margareta dog först 1784 på Kummelnäs. 
Egendomen innehades sedan av översten Carl Posse som kom över gården genom gifte med Lillienstedts dotter. Därefter vandrade egendomen genom flera händer och undergårdarna såldes. Troligen är det under denna tid som den södra flygeln uppfördes och huvudbyggnaden byggdes på med en våning. 
År 1826 förvärvades Kummelnäs av grosshandlaren och kemisten Carl Palmstedt som utökade bebyggelsen med flera statarbostäder. Han lät även bygga en kemisk fabrik, den Vita Längan, vars verksamhet flyttats hit från Gripsholms kemiskt-tekniska fabriker. Fabrikens mest spridda produkt var ättika och anläggningen var en av de få industrier som etablerades i Nackaområdet under 1800-talets första hälft. Fabriken leddes av August Smith (1806-1850), som så småningom övertog den och 1836 flyttade in i Kummelnäs gård. Produktionen upphörde 1851 efter August Smiths död, och gården ärvdes av änkan Charlotte Smith. Ättiksfabrikens byggnad finns fortfarande kvar och nyttjas idag som förskola. 
Under Palmstedts tid anlades även en mindre hamn för ättiksfabrikens transporter i Kummelnäsviken. 
August och Charlotta Smiths son, civilingenjören Henning Smith, etablerade Kummelnäs båtvarv 1877 vid Lövbergaviken. Varvet lades ner 1931. Idag har Lövbergavikens Sjösällskap sin småbåtshamn här och området ingår i Gärdesuddens naturreservat.  Det till namnet liknande varvet Kummelnäs varv är alltjämt aktivt, men ligger i Kummelnäsviken. På 1800-talet hörde Lövberga kvarn samt en ångbåtsstation till egendomen. Godset omfattade två mantal tillsammans med gårdarna Rensätra och Skarpnäs.

## Gården under 1900-talet

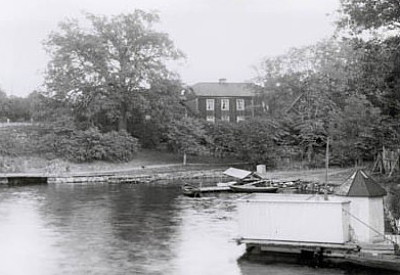
Gården från sjösidan, 1960-tal.

Som för så många andra storgårdar i Stockholms närhet var även Kummelnäs gods storhetstid över vid 1800-talets slut och stora markområden styckades av främst för bebyggelse med sommarhus. 
Henning Smith sålde 1907 gården till advokaten Johan Wiberg, som 1910 inrättade ett pensionat och konvalescenthem på gården. Mellan 1961 och 1987 var Kummelnäs privat sommarbostad.  
År 1992 tog en privat entreprenör över hela området om cirka 20 000 m² med avsikt att bygga bostäder. Huvudbyggnaden var q-märkt, vilket betyder "byggnaden är särskilt kulturhistoriskt värdefull och får inte förvanskas" men den var i dåligt skick och utdömd av kommunens byggnadsinspektör. Märkningen upphävdes och huset revs, trots protester. 
En ny byggnad med snarlikt utseende uppfördes 1993. Dessutom tillkom flera nya byggnader för bostadsändamål i omgivningen samt ett lusthus med ett äldre som förebild. För ritningarna stod Kai Larsson Byggprojekt, Lönngrens arkitektkontor och Cedervall arkitekter. Samtliga hus är prefabricerade av Willa Nordic som även fungerade som totalentreprenör. Kummelnäs gårds byggnader bebos numera av 20 familjer och ägs av en bostadsrättsförening. Den 28 april 2019 brann huvudbyggnaden, och ett omfattande renoveringsarbete påbörjades som följd.

## Nutida bilder

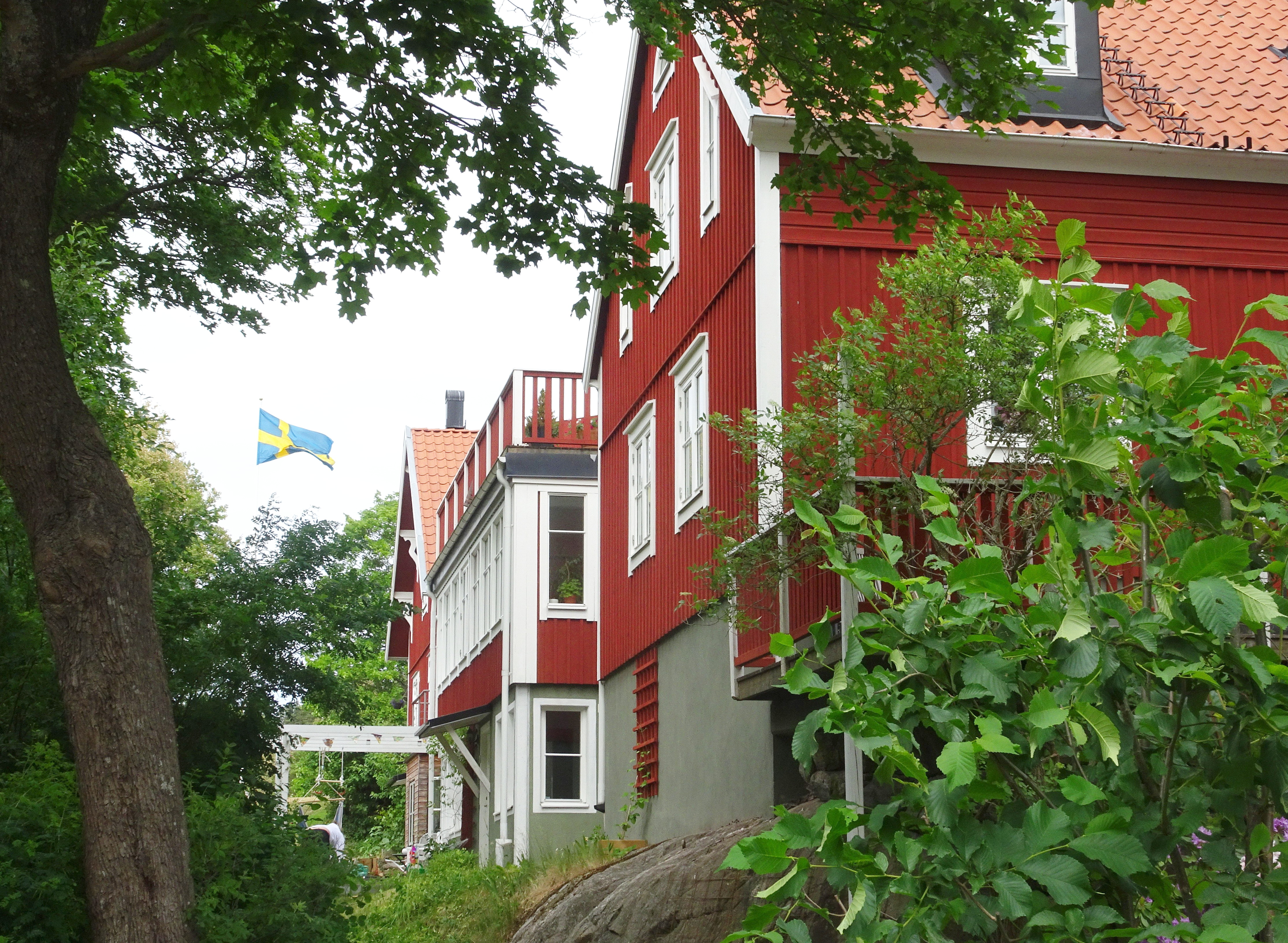
Verandan mot sjön.
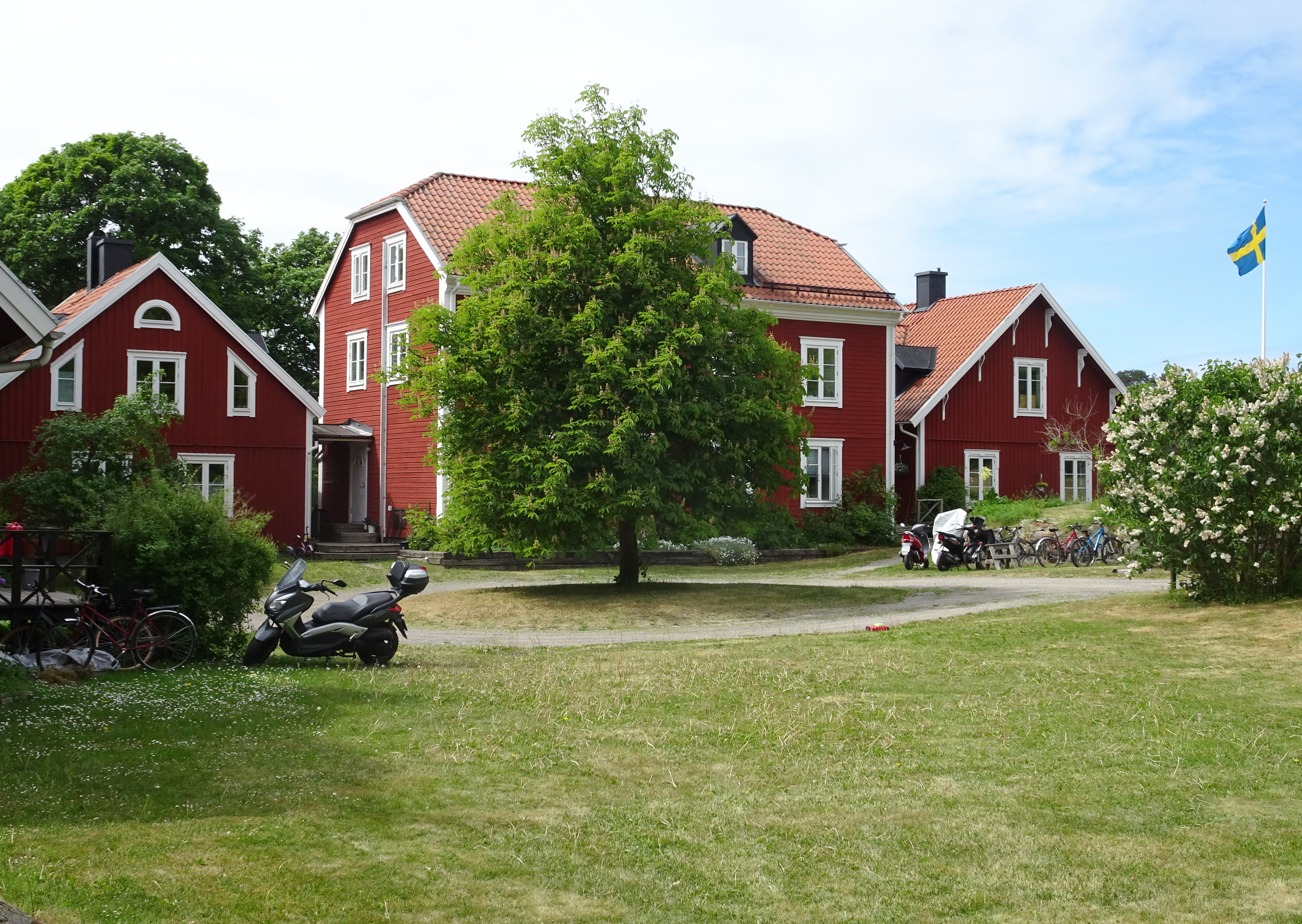
Huvudbyggnaden och flyglarna.
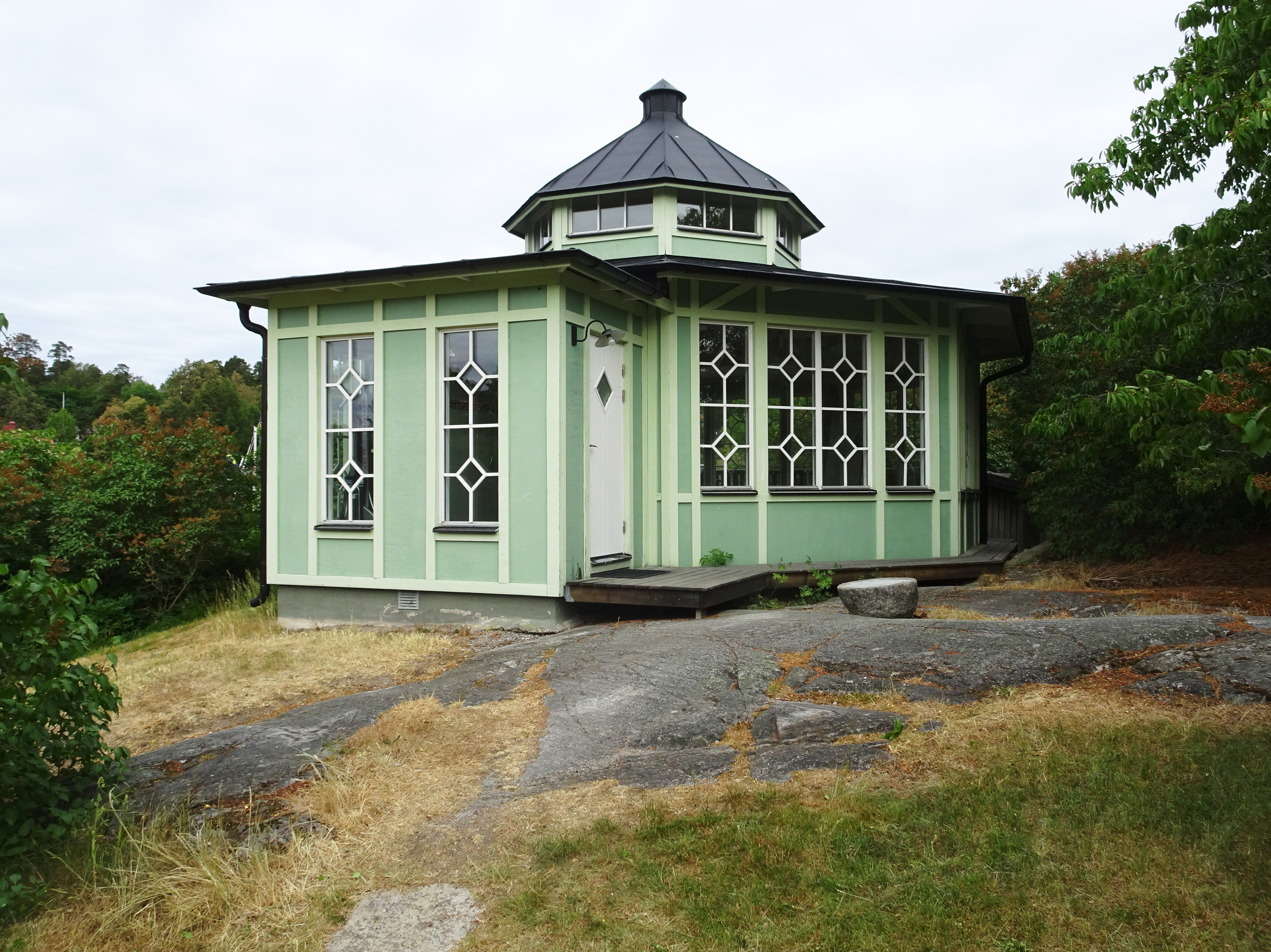
Lusthuset.
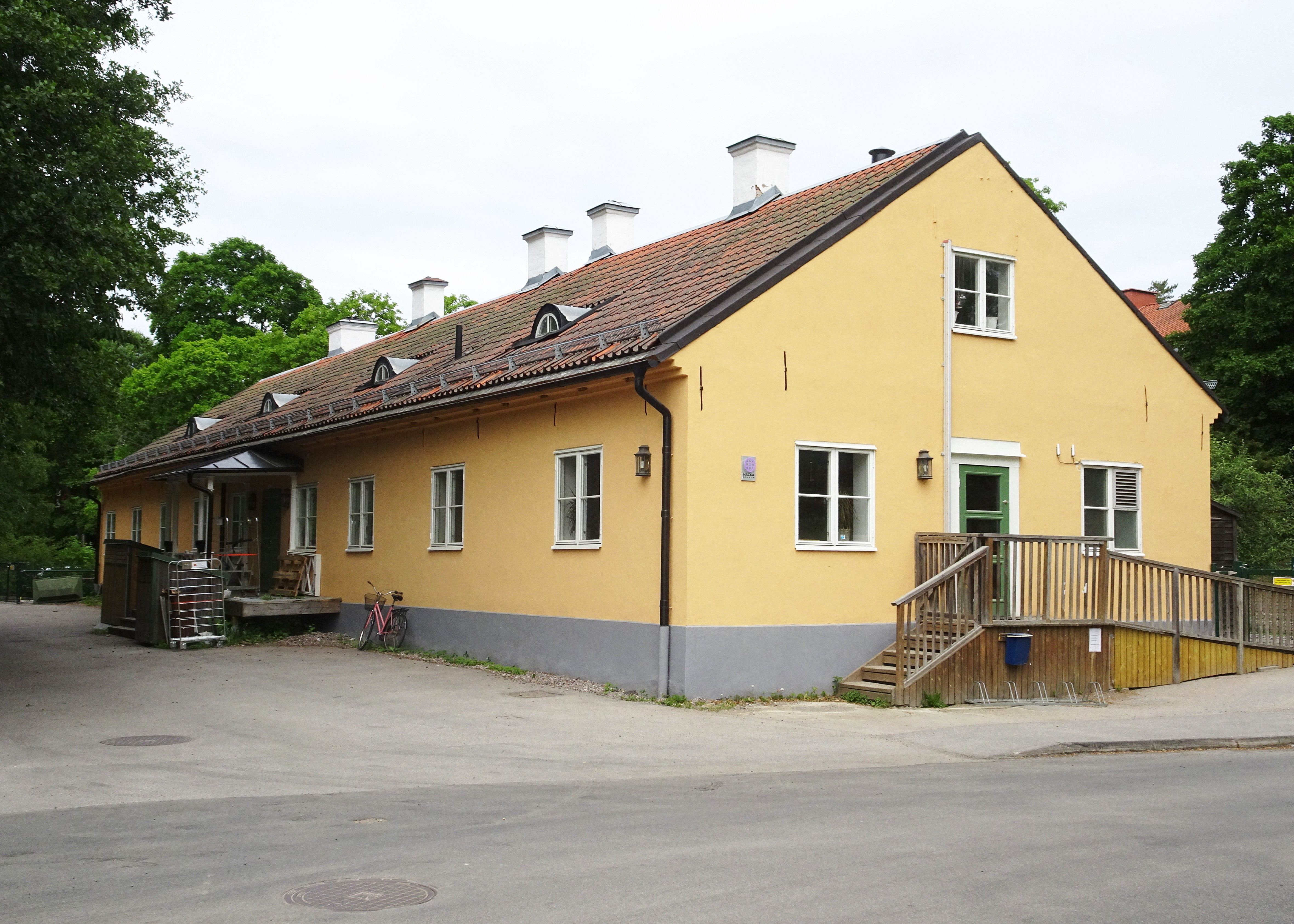
Ättiksfabriken.